# Blâmont
Blâmont település Franciaországban, Meurthe-et-Moselle megyében. Lakosainak száma 1046 fő (2022. január 1.). Blâmont Barbas, Domèvre-sur-Vezouze, Frémonville, Gogney, Repaix és Verdenal községekkel határos.

## Népesség
A település népességének változása:
| Lakosok száma | 1400 | 1399 | 1318 | 1190 | 1099 | 1091 | 1072 | 1063 | 1053 | 1046 |
|               | 1968 | 1982 | 1990 | 2006 | 2013 | 2015 | 2017 | 2019 | 2020 | 2022 |